# Benjamin Burnley
Benjamin Jackson Burnley (ur. 10 marca 1978 w Atlantic City, New Jersey) – amerykański wokalista i założyciel grupy Breaking Benjamin.
Burnley nauczył się grać na gitarze słuchając albumu Nevermind Nirvany. Razem ze współtwórcą grupy, perkusistą Jeremym Hummelem grał wcześniej w zespole w szkole średniej. Zanim powstała grupa Breaking Benjamin, grał on w Coffee-houseach covery różnych zespołów jako solista.

## Życie osobiste
Wokalista posiada kilka fobii, sam nawet powiedział, że album Breaking Benjamin z 2006 r. Phobia został nazwany na cześć tego faktu. Okładka Phobia'i przedstawia człowieka ze skrzydłami unoszącego się nad ziemią, co jest zobrazowaniem największej fobii Bena, jaką jest lęk przed lataniem. Lęk przed lataniem jest powodem, dla którego Breaking Benjamin nigdy nie koncertują poza USA i Kanadą.
Burnley był alkoholikiem, wspominał w wywiadzie na listenin.org, że chciał "zapić się na śmierć". Stwierdzono u niego Encefalopatię Wernickego spowodowaną alkoholizmem. Ben żałuje, że w ogóle alkoholu spróbował i teraz musi cierpieć z powodu problemów jakie alkohol wywołał.